# 布莱德
布莱德是斯洛文尼亚西北部上卡尼奧拉地区布萊德市鎮内的城鎮及其行政中心。位于朱利安阿尔卑斯山山区，是一个热门的度假胜地。

## 历史
1004年4月10日，布莱德首次见于文献记载，神圣罗马帝国皇帝亨利二世将它给予布雷萨诺内主教。1278年鲁道夫一世击败了普热米斯尔·奥托卡二世，获得卡尼奧拉地区。从1364年直到1919年，布莱德（Veldes）是卡尼奧拉公国的一部分，除了1809年和1816年之间的一段时间属于拿破仑帝国的伊利里亚省。
1918年奥匈帝国解散后，布莱德归属南斯拉夫王国，成为王室的夏季住所，铁托总统继续了这一传统，1947年，他在这里建造了住所。2000年，布莱德成为IEDC -布莱德管理学院的所在地。

## 旅游
布莱德拥有著名的冰蚀湖布莱德湖，这使它成为一个主要的旅游景点。标志性的布莱德城堡耸立在山岩上，俯瞰湖面。布莱德在斯洛文尼亚以香草冰激凌kremna rezina著称。
在19世纪下半叶，由于瑞士人Arnold Rikli的贡献，及其温和的气候，布莱德发展成为疗养胜地。今天，它是一个重要的会议中心和旅游度假区，提供各种体育活动（高尔夫，钓鱼，马术），是背包客和远足的出发点，特别是在附近的特里格拉夫国家公园。
在布莱德湖湖心的小岛上，有圣母升天朝圣教堂；游客经常在此敲钟祈福。这座教堂兴建之前，岛上有一个供奉斯拉夫爱和生育女神金娃(Živa)的庙宇。岛上有99级台阶。在当地婚礼上有一个传统，是丈夫背着新娘登上台阶，在此期间，新娘必须保持沉默。

## 活动
布莱德将主办4次世界赛艇锦标赛：1966年，1979年，1989年以及2011年。

## 友好城市
- 義大利布雷萨诺内
- 奥地利沃尔特湖畔韦尔登